# Крістіан Вігенін
Крістіан Іванов Вігенін (болг. Кристиан Иванов Вигенин; нар. 12 червня 1975, Софія) — болгарський політик. З 29 травня 2013 року до 6 серпня 2014 — міністр закордонних справ Болгарії.

## Освіта
- 1988–1993 — 91-а софійська гімназія з поглибленим вивченням німецької мови.
- 1993–1998 — магістр макроекономіки та міжнародних відносин, Університет національного та світового господарства (УНСС).

Проходив навчання та практику в Бельгії, Швеції, США та ін.
Володіє англійською, німецькою, французькою та російською мовами.

## Професійна діяльність
- 1999–2001 — старший експерт у відділі «Європейська інтеграція» в Агентстві «Митниці».
- 2001–2005 — експерт і керівник відділу зовнішньої політики та міжнародної діяльності Вищої ради Болгарської соціалістичної партії.
- 2005–2007 — депутат 40-х Народних зборів Болгарії, член Комісії зі зовнішньої політики і європейських питань, спостерігач у Європейському парламенті.
- 2007–2009 — член Європейського парламенту, керівник Делегації болгарських соціалістів, заступник голови групи Партії європейських соціалістів, член Комісії зі зовнішніх відносин.
- 2009–2013 — член Європейського парламенту, співголова парламентарної асамблеї ЄВРОНЕСТ, член Комісії зі зовнішніх відносин
- З 2012 — член Керівної ради Європейського фонду демократії.

29 травня 2013 до 6 серпня 2014 року — 42-й міністр закордонних справ Болгарії.